# World War Joy Tour
World War Joy Tour  es la segunda gira musical de The Chainsmokers, realizada para promover su tercer álbum de estudio, World War Joy (2019). La gira inició el 27 de junio de 2019 en Odense, y tiene previsto concluir el 5 de mayo de 2022 en Milan. Tendrá un total de 84 conciertos divididos en Europa, América del Norte y Asia.

## Fechas
| Fecha                    | Ciudad           | País            | Recinto                            | Acto de apertura                  | Asistencia    | Recaudación |
| Europa                   | Europa           | Europa          | Europa                             | Europa                            | Europa        | Europa      |
| ------------------------ | ---------------- | --------------- | ---------------------------------- | --------------------------------- | ------------- | ----------- |
| 27 de junio de 2019      | Odense           | Dinamarca       | Tusindårsskoven                    | Festival                          | Festival      | Festival    |
| 4 de julio de 2019       | Belfort          | Francia         | Presqu'île de Malsaucy             | Festival                          | Festival      | Festival    |
| 5 de julio de 2019       | Zamárdi          | Hungría         | Szabadstrand                       | Festival                          | Festival      | Festival    |
| 5 de julio de 2019       | Novi Sad         | Serbia          | Petrovaradin                       | Festival                          | Festival      | Festival    |
| 6 de julio de 2019       | Kristiansand     | Noruega         | Bystranda                          | Festival                          | Festival      | Festival    |
| 11 de julio de 2019      | Kiev             | Ucrania         | Expocenter de Ucrania              | Festival                          | Festival      | Festival    |
| 13 de julio de 2019      | Graz             | Austria         | Messe Freigelände                  | Festival                          | Festival      | Festival    |
| 13 de julio de 2019      | Neustadt-Glewe   | Alemania        | Flugplatz                          | Festival                          | Festival      | Festival    |
| 14 de julio de 2019      | Joensuu          | Finlandia       | Laulurinne                         | Festival                          | Festival      | Festival    |
| 15 de julio de 2019      | Ibiza            | España          | Ushuaïa Ibiza Beach Hotel          | Festival                          | Festival      | Festival    |
| 18 de julio de 2019      | Carhaix-Plouguer | Francia         | La Prairie de Kerampuilh           | Festival                          | Festival      | Festival    |
| 19 de julio de 2019      | Boom             | Bélgica         | De Schorre                         | Festival                          | Festival      | Festival    |
| 20 de julio de 2019      | Weeze            | Alemania        | Flughafen Niederrhei               | Festival                          | Festival      | Festival    |
| 21 de julio de 2019      | Kołobrzeg        | Polonia         | Osiedle Podczele                   | Festival                          | Festival      | Festival    |
| 22 de julio de 2019      | Miconos          | Grecia          | Paradise Beach                     | Festival                          | Festival      | Festival    |
| 26 de julio de 2019      | Boom             | Bélgica         | De Schorre                         | Festival                          | Festival      | Festival    |
| América del Norte        |                  |                 |                                    |                                   |               |             |
| 1 de agosto de 2019      | Chicago          | Estados Unidos  | Grant Park                         | Festival                          | Festival      | Festival    |
| Asia                     |                  |                 |                                    |                                   |               |             |
| 17 de agosto de 2019     | Chiba            | Japón           | Makuhari Messe                     | Festival                          | Festival      | Festival    |
| 18 de agosto de 2019     | Osaka            | Japón           | Maishima Sonic Park                | Festival                          | Festival      | Festival    |
| 23 de agosto de 2019     | Hong Kong        | Hong Kong       | AsiaWorld-Expo                     | N/A                               | —             | —           |
| 6 de septiembre de 2019  | Seúl             | Corea del Sur   | Arena de Gimnasia Olímpica         | N/A                               | —             | —           |
| 7 de septiembre de 2019  | Taipéi           | Taiwán          | Dajia Riverside Park               | Festival                          | Festival      | Festival    |
| 10 de septiembre de 2019 | Shanghái         | China           | Mercedes-Benz Arena                | N/A                               | —             | —           |
| América del Norte        |                  |                 |                                    |                                   |               |             |
| 25 de septiembre de 2019 | Cincinnati       | Estados Unidos  | U.S. Bank Arena                    | Lennon Stella 5 Seconds of Summer | —             | —           |
| 27 de septiembre de 2019 | Boston           | Estados Unidos  | TD Garden                          | Lennon Stella 5 Seconds of Summer | —             | —           |
| 28 de septiembre de 2019 | Uncasville       | Estados Unidos  | Mohegan Sun Arena                  | Lennon Stella 5 Seconds of Summer | 6.092 / 6.410 | $480,008    |
| 29 de septiembre de 2019 | University Park  | Estados Unidos  | Bryce Jordan Center                | Lennon Stella 5 Seconds of Summer | —             | —           |
| 3 de octubre de 2019     | Detroit          | Estados Unidos  | Little Caesars Arena               | Lennon Stella 5 Seconds of Summer | —             | —           |
| 4 de octubre de 2019     | Chicago          | Estados Unidos  | United Center                      | Lennon Stella 5 Seconds of Summer | —             | —           |
| 5 de octubre de 2019     | Saint Paul       | Estados Unidos  | Xcel Energy Center                 | Lennon Stella 5 Seconds of Summer | —             | —           |
| 8 de octubre de 2019     | Toronto          | Canadá          | Scotiabank Arena                   | Lennon Stella 5 Seconds of Summer | —             | —           |
| 9 de octubre de 2019     | Montreal         | Canadá          | Bell Centre                        | Lennon Stella 5 Seconds of Summer | —             | —           |
| 11 de octubre de 2019    | Pittsburgh       | Estados Unidos  | PPG Paints Arena                   | Lennon Stella 5 Seconds of Summer | —             | —           |
| 12 de octubre de 2019    | Búfalo           | Estados Unidos  | KeyBank Center                     | Lennon Stella 5 Seconds of Summer | —             | —           |
| 13 de octubre de 2019    | Columbus         | Estados Unidos  | Schottenstein Center               | Lennon Stella 5 Seconds of Summer | —             | —           |
| 15 de octubre de 2019    | Washington D. C. | Estados Unidos  | Capital One Arena                  | Lennon Stella 5 Seconds of Summer | —             | —           |
| 17 de octubre de 2019    | Brooklyn         | Estados Unidos  | Barclays Center                    | Lennon Stella 5 Seconds of Summer | —             | —           |
| 20 de octubre de 2019    | Nashville        | Estados Unidos  | Bridgestone Arena                  | Lennon Stella 5 Seconds of Summer | —             | —           |
| 22 de octubre de 2019    | Atlanta          | Estados Unidos  | State Farm Arena                   | Lennon Stella 5 Seconds of Summer | —             | —           |
| 24 de octubre de 2019    | Miami            | Estados Unidos  | AmericanAirlines Arena             | Lennon Stella 5 Seconds of Summer | —             | —           |
| 25 de octubre de 2019    | Tampa            | Estados Unidos  | Amalie Arena                       | Lennon Stella 5 Seconds of Summer | —             | —           |
| 26 de octubre de 2019    | Orlando          | Estados Unidos  | Amway Center                       | Lennon Stella 5 Seconds of Summer | —             | —           |
| 29 de octubre de 2019    | Nueva Orleans    | Estados Unidos  | Smoothie King Center               | Lennon Stella 5 Seconds of Summer | —             | —           |
| 31 de octubre de 2019    | Dallas           | Estados Unidos  | American Airlines Center           | Lennon Stella 5 Seconds of Summer | —             | —           |
| 1 de noviembre de 2019   | Austin           | Estados Unidos  | Frank Erwin Center                 | Lennon Stella 5 Seconds of Summer | —             | —           |
| 2 de noviembre de 2019   | Houston          | Estados Unidos  | Toyota Center                      | Lennon Stella 5 Seconds of Summer | —             | —           |
| 6 de noviembre de 2019   | Louisville       | Estados Unidos  | KFC Yum! Center                    | Lennon Stella 5 Seconds of Summer | —             | —           |
| 7 de noviembre de 2019   | Indianápolis     | Estados Unidos  | Bankers Life Fieldhouse            | Lennon Stella 5 Seconds of Summer | —             | —           |
| 8 de noviembre de 2019   | Saint Louis      | Estados Unidos  | Enterprise Center                  | Lennon Stella 5 Seconds of Summer | —             | —           |
| 9 de noviembre de 2019   | Madison          | Estados Unidos  | Alliant Energy Center              | Lennon Stella 5 Seconds of Summer | —             | —           |
| 12 de noviembre de 2019  | Milwaukee        | Estados Unidos  | Fiserv Forum                       | Lennon Stella 5 Seconds of Summer | —             | —           |
| 14 de noviembre de 2019  | Oklahoma         | Estados Unidos  | Chesapeake Energy Arena            | Lennon Stella 5 Seconds of Summer | —             | —           |
| 15 de noviembre de 2019  | Kansas City      | Estados Unidos  | Sprint Center                      | Lennon Stella 5 Seconds of Summer | —             | —           |
| 16 de noviembre de 2019  | Wichita          | Estados Unidos  | Intrust Bank Arena                 | Lennon Stella 5 Seconds of Summer | —             | —           |
| 19 de noviembre de 2019  | Denver           | Estados Unidos  | Pepsi Center                       | Lennon Stella 5 Seconds of Summer | —             | —           |
| 21 de noviembre de 2019  | Salt Lake City   | Estados Unidos  | Vivint Smart Home Arena            | Lennon Stella 5 Seconds of Summer | —             | —           |
| 23 de noviembre de 2019  | Phoenix          | Estados Unidos  | Talking Stick Resort Arena         | Lennon Stella 5 Seconds of Summer | —             | —           |
| 24 de noviembre de 2019  | San Diego        | Estados Unidos  | Viejas Arena                       | Lennon Stella 5 Seconds of Summer | —             | —           |
| 26 de noviembre de 2019  | Los Ángeles      | Estados Unidos  | The Forum                          | Lennon Stella 5 Seconds of Summer | —             | —           |
| 29 de noviembre de 2019  | San Francisco    | Estados Unidos  | Chase Center                       | Lennon Stella 5 Seconds of Summer | —             | —           |
| 1 de diciembre de 2019   | Sacramento       | Estados Unidos  | Golden 1 Center                    | Lennon Stella 5 Seconds of Summer | —             | —           |
| 3 de diciembre de 2019   | Tacoma           | Estados Unidos  | Tacoma Dome                        | Lennon Stella 5 Seconds of Summer | —             | —           |
| 5 de diciembre de 2019   | Portland         | Estados Unidos  | Moda Center                        | Lennon Stella 5 Seconds of Summer | —             | —           |
| 6 de diciembre de 2019   | Vancouver        | Canadá          | Rogers Arena                       | Lennon Stella 5 Seconds of Summer | —             | —           |
| Asia                     |                  |                 |                                    |                                   |               |             |
| 28 de diciembre de 2019  | Goa              | India           | Vagator Beach                      | Festival                          | Festival      | Festival    |
| Norteamérica             |                  |                 |                                    |                                   |               |             |
| 15 de mayo de 2020       | Las Vegas        | Estados Unidos  | Las Vegas                          | TBA                               | —             | —           |
| 12 de junio de 2020      | Toronto          | Canadá          | St. George's Golf and Country Club | TBA                               | —             | —           |
| 19 de junio de 2020      | Edmonton         | Canadá          | Boomfest Music Festival            | TBA                               | —             | —           |
| 20 de junio de 2020      | Ottawa           | Canadá          | Escapade Music Festival            | TBA                               | —             | —           |
| Europa                   |                  |                 |                                    |                                   |               |             |
| 14 de abril de 2022      | Londres          | Reino Unido     | O2 Academy Brixton                 | TBA                               | —             | —           |
| 15 de abril de 2022      | Londres          | Reino Unido     | O2 Academy Brixton                 | TBA                               | —             | —           |
| 17 de abril de 2022      | Viena            | Austria         | Stadthalle                         | TBA                               | —             | —           |
| 18 de abril de 2022      | Praga            | República Checa | Tipsport Arena                     | TBA                               | —             | —           |
| 20 de abril de 2022      | Hamburgo         | Alemania        | Barclaycard Arena                  | TBA                               | —             | —           |
| 21 de abril de 2022      | Copenhague       | Dinamarca       | K.B.Hallen                         | TBA                               | —             | —           |
| 22 de abril de 2022      | Oslo             | Noruega         | Spektrum                           | TBA                               | —             | —           |
| 23 de abril de 2022      | Gotemburgo       | Suecia          | Partille Arena                     | TBA                               | —             | —           |
| 27 de abril de 2022      | Bruselas         | Bélgica         | Forest National                    | TBA                               | —             | —           |
| 28 de abril de 2022      | París            | Francia         | Zénith                             | TBA                               | —             | —           |
| 29 de abril de 2022      | Ámsterdam        | Países Bajos    | Ziggo Dome                         | TBA                               | —             | —           |
| 30 de abril de 2022      | Frankfurt        | Alemania        | Festhalle                          | TBA                               | —             | —           |
| 2 de mayo de 2022        | Düsseldorf       | Alemania        | Mitsubishi Electric Halle          | TBA                               | —             | —           |
| 4 de mayo de 2022        | Stuttgart        | Alemania        | Hanns-Martin-Schleyer-Halle        | TBA                               |               |             |
| 5 de mayo de 2022        | Milán            | Italia          | Lorenzini District                 | TBA                               | —             | —           |

### Conciertos cancelados
| Fecha                   | Ciudad   | País      | Recinto                  | Motivo                                    |
| ----------------------- | -------- | --------- | ------------------------ | ----------------------------------------- |
| 15 de agosto de 2019    | Manila   | Filipinas | Mall of Asia Arena       | Circunstancias de producción imprevistas. |
| 20 de agosto de 2019    | Bangkok  | Tailandia | IMPACT Arena             | Circunstancias de producción imprevistas. |
| 21 de agosto de 2019    | Singapur | Singapur  | Singapore Indoor Stadium | Circunstancias de producción imprevistas. |
| 8 de septiembre de 2019 | —        | —         | —                        | Desconocido.                              |
| 9 de septiembre de 2019 | —        | —         | —                        | Desconocido.                              |